# Daniel Núñez
Daniel Núñez (* 12. September 1958 in Santiago de Cuba) ist ein ehemaliger kubanischer Gewichtheber. Er wurde 1980 Olympiasieger.

## Karriere
Nunez internationale Karriere begann im Alter von 17 Jahren, als er erstmals zu den Olympischen Spielen 1976 in Montreal in der Nationalmannschaft eingesetzt wurde. Er erzielte im Fliegengewicht bis 52 kg 215,0 kg (92,5 / 122,5 kg) im Zweikampf und wurde mit dieser Leistung Achter. Zur WM 1977 in Stuttgart wechselte er ins Bantamgewicht bis 56 kg. Hier gewann er auf Anhieb Gold im Reißen. Im Zweikampf reichten 242,5 kg (112,5 / 130,0 kg) allerdings nur für den sechsten Platz. Sieger wurde der Japaner Jiro Hosotani mit 252,5 kg.
Bei den Weltmeisterschaften 1978 in Gettysburg konnte er jedoch auch mit einer guten Leistung im Stoßen aufwarten und gewann mit 260,0 kg (117,5 / 142,5 kg) seinen ersten Weltmeistertitel im Zweikampf. Ein Jahr später konnte er die Panamerikanischen Meisterschaften im Bantamgewicht gewinnen, die WM 1979 in Saloniki schloss er mit 260,0 kg (115,0 / 145,0 kg) als Vierter ab.
Zu den Olympischen Spielen 1980 in Moskau steigerte Nunez seine Leistung auf 275,0 kg (125,0 / 150,0 kg) und gewann damit Gold vor Jurik Sarkisjan mit 270,0 kg und Tadeusz Dembończyk mit 265,0 kg. Die Spiele repräsentierten gleichzeitig die Weltmeisterschaften für das olympische Jahr, womit Nunez im Reißen und im Zweikampf auch den Weltmeistertitel gewann, im Stoßen belegte er den zweiten Platz.
Mit Beginn der neuen Olympiade trat Nunez zur Weltmeisterschaft 1981 in Lille im Federgewicht bis 60 kg an. Mit 135,0 kg im Reißen gewann er einen weiteren Weltmeistertitel, im Stoßen wurde er mit 167,5 kg Vizeweltmeister und die so erzielten 302,5 kg im Zweikampf platzierten ihn lediglich aufgrund des höheren Körpergewichts hinter Beloslaw Manolow, der ebenfalls 302,5 kg hob. Seine zweite Weltmeisterschaft in der neuen Klasse 1982 in Ljubljana beendete er mit 295,0 kg (132,5 / 162,5 kg) als Dritter hinter Sarkisian mit 302,5 kg und Andreas Behm mit 300,0 kg.
Bei den Panamerikanischen Meisterschaften im August 1983 testete Nunez positiv auf anabole Steroide und trat nach seiner Sperre erst wieder bei den Weltmeisterschaften 1985 in Södertälje an. Obwohl er mit 282,5 kg im Zweikampf (125,0 / 157,5 kg) gut an seine alten Leistungen anknüpfen konnte und hier den vierten Platz belegte, stellte dieser internationale Wettkampf seinen letzten dar. Sieger dieser WM wurde der Bulgare Naim Süleymanoğlu mit 322,5 kg, der nun bis 1996 das Federgewicht dominierte.
Nunez stellte während seiner Karriere mehrere Weltrekorde im Bantam- sowie im Federgewicht auf. Größtenteils handelte es sich um Weltrekorde in seiner Paradedisziplin, dem Reißen, wobei er allerdings auch zwei Rekorde im Zweikampf brechen konnte.

## Persönliche Bestleistungen
- Reißen: 137,5 kg in der Klasse bis 60 kg 1982 in Kastrup
- Stoßen: 167,5 kg in der Klasse bis 60 kg 1981 bei der WM in Lille
- Zweikampf: 302,5 kg in der Klasse bis 60 kg 1981 bei der WM in Lille